# Small Form-factor Pluggable

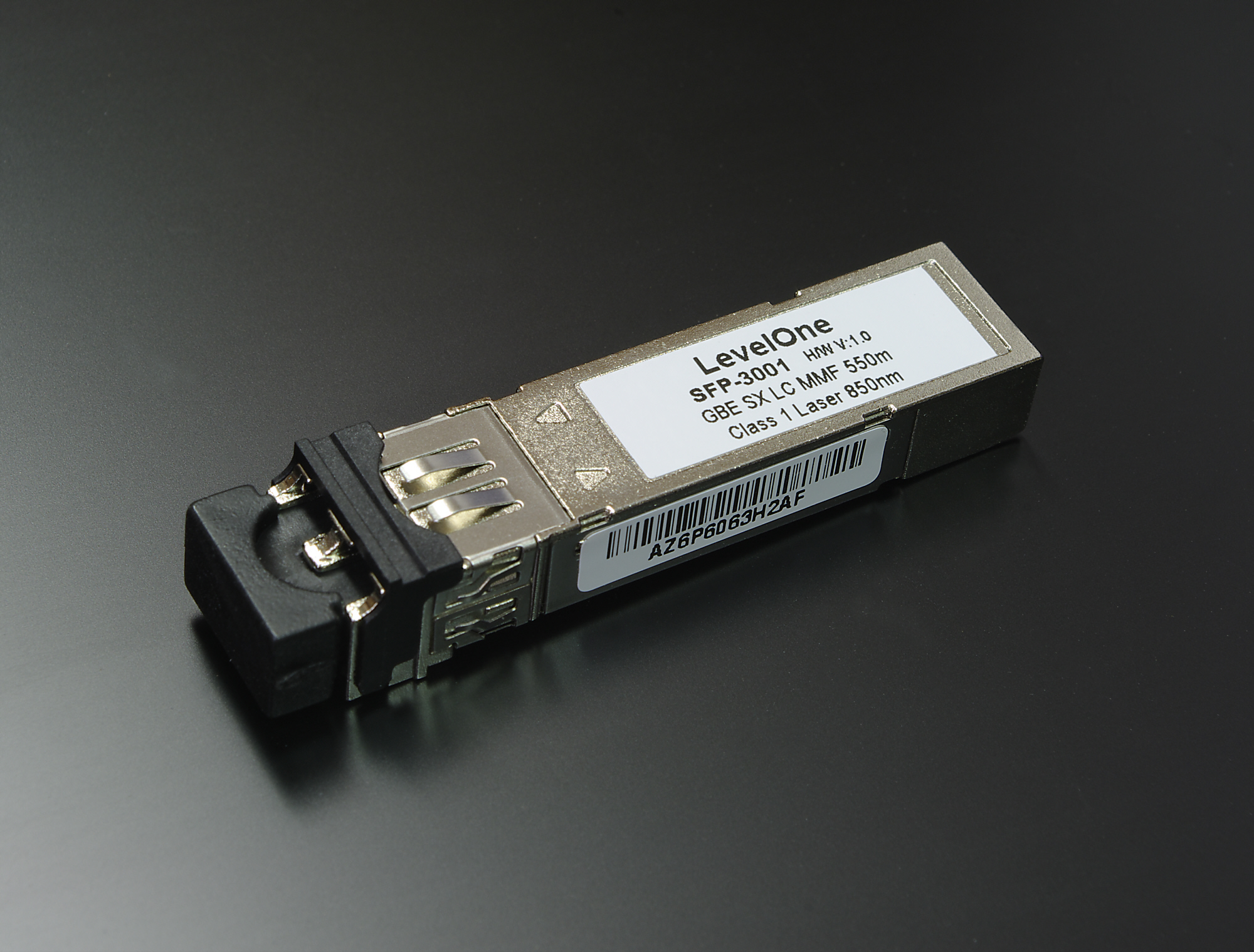
Small Form-factor pluggable - ukázka

SFP (Small Form-factor pluggable) je standardizovaný modul používaný v telekomunikačních a síťových technologiích pro připojení a komunikaci mezi různými síťovými zařízeními. Tato malá zařízení jsou navržena tak, aby se vešla do malých portů na síťových zařízeních, jako jsou routery a další síťová zařízení.

## Historie
SFP moduly vznikly jako reakce na potřebu flexibilnějších a výkonnějších produktů pro síťovou komunikaci v různých odvětvích, včetně telekomunikací a datových center. SFP moduly začaly vznikat přibližné v 90. letech 20. století. Před nástupem SFP modulů byly běžně používány jiné formáty modulů, jako například GBIC (Gigabit Interface Converter). Tento modul byl větší a měl velmi omezenou kompatibilitu mezi různými výrobci. To způsobovalo problémy při výměně nebo upgradu síťových zařízení.
Kvůli tomu vznikla potřeba standarzdizovaných modulů, které by byly kompatibilní s různými výrobci a umožňovaly větší rozmanitost možných konfigurací.
V tento moment byl zaveden organizací MSA (Multi-Source Agreement) standard SFP, což byla dohoda mezi různými výrobci na společných specifikacích a formátu SFP modulů. Tato standardizace umožnila výrobcům vyrábět SFP moduly, které byly kompatibilní s různými síťovými zařízeními. MSA umožňovala také různým výrobcům tyto moduly prodávat pod svými značkami. Dnes prodávají SFP moduly známé značky jako například Dell, Cisco, Intel, TP-Link a mnoho dalších.

## Stavba modulu
SFP moduly mají standardizovaný malý formát, což znamená, že mají pevně stanovené fyzické rozměry a specifikace. Tato standardizace umožňuje různým výrobcům vyrábět kompatibilní SFP moduly, které lze používat v různých zařízeních a prostředích

### Fyzické rozměry
SFP moduly jsou obvykle čtvercového tvaru a mají následující fyzické rozměry:
Šířka těchto modulů je 13,4 mm. Díky této standardní šířce umožňuje snadné instalování a vyjímání modulů z SFP slotů v síťových zařízeních
Výška SFP modulů je 8,5 mm. Tato nízká výška je důležitá pro zachování malého fyzického formátu, což umožňuje použití více SFP slotů v jednom zařízení.
Hloubka těchto modulů je přibližně 57 mm. Tato hloubka zahrnuje celý modul, tedy včetně optických a elektrických komponentů, díky kterým je možný přenos dat.

### Označení a identifikace
SFP moduly obvykle obsahují informace o svém typu, rychlosti, dosahu a dalších parametrech na štítku umístěném na modulu. To usnadňuje identifikace a konfiguraci modulů při instalaci a údržbě sítě.

### Chlazení
SFP moduly obvykle neobsahují vlastní chlazení, protože jsou navrženy tak, aby byly energeticky efektivní a generovaly minimální teplo. Toto je důležité pro jejich použití v zařízeních s omezeným prostorem a možnostmi chlazení.

## Typy konektorů využívaných SFP
SFP moduly mají zásuvný konektor, který se snadno zapojuje do kompatibilní portu na síťovém zařízení, jako je router. Konektor je navržen tak, aby byl jednoduše zapojitelný a vyjímatelný. Existují různé typy těchto konektorů:

### LC konektor
Je nejběžnějším konektorem pro optické SFP moduly. Jedná se o malý konektor, který umožňuje připojení dvou optických vláken, jedno je využíváno pro přenos a druhé pro příjem dat. LC konektor je nejčastěji používán pro jednovidové optické vlákno.

### SC konektor
Tento konektor je větší než konektor LC. Používá se nejčastěji pro jednovidové vlákno. Existují SC konektory pro jednosměrný a obousměrný provoz.

### MTP/MPO konektor
Tento typ konektoru je využíván pro SFP moduly, které podporují technologii multiplexování vlnových délek. Tyto konektory jsou obvykle používány pro přenos více signálních kanálů na jednom optickém vlákně.

### Konektor RJ-45
SFP moduly, které používají pro přenos dat měděné kabely, jsou vybaveny konektorem RJ-45. Tento konektor je standardní pro ethernetové kabely.

## Rozlišení pomocí piktogramů
SFP moduly mají standardní kódování pro identifikaci různých typů a vlastností. Toto kódování je založeno na standardu, který je definován v Multi-Source Agreement (MSA) a umožňuje síťovým inženýrům a technikům rychle identifikovat různé SFP moduly. Většinou jsou zde použity piktogramy a označení na modulu samotném. Máme několik různých druhů těchto piktogramů, které jsou používány pro identifikace SFP modulů.

### SX (Short-Range)
SFP moduly, které jsou převážně určené na krátké vzdálenosti jsou na vícevidovém optickém vlákně obvykle označeny piktogramem „SX.“ Toto je běžně používáno pro 1 Gbps moduly.

### SR (Short-Range)
Pro SFP+ moduly určené pro krátké vzdálenosti na vícevidovém vlákně je použito označení „SR.“ Tyto moduly využívají běžně 10 Gbps.

### LX (Long-Range)
SFP moduly určené na dlouhé vzdálenosti na jednovidovém optickém vlákně jsou označeny piktogramem „LX.“

### LR (Long – Range)
Pro SFP+ moduly určené pro dlouhé vzdálenosti na jednovidovém optickém vlákně je použito označení „LR.“

## SFP moduly podle vlnové délky
SFP moduly mohou být děleny podle vlnové délky světelného signálu, kterou podporují. To je zejména využíváno u optických SFP modulů. Máme několik hlavních kategorií:

### 850 nm SFP
Tyto SFP moduly používají vlnovou délku 850 nanometrů (nm) a jsou obvykle určeny na krátké vzdálenosti na vícevidovém optickém vlákně. Jsou nejčastěji používány pro rychlosti 1 Gbps a 10 Gbps v místních sítích (LAN) a datových centrech.

### 1310 nm SFP
SFP moduly s vlnovou délkou 1310 nm jsou obvykle určeny pro jednovidové optické vlákno a mohou podporovat střední a dlouhé vzdálenosti. Jsou často používány pro rychlosti 1Gbps a 10Gbps v telekomunikačních sítích.

### 1550 nm SFP
Tyto SFP moduly používají vlnovou délku 1550 nm a jsou vhodné pro dlouhé a extrémně dlouhé dosahy na jednovidovém optickém vlákně. Jsou často využívány pro rozsáhlé telekomunikační spoje a optické komunikace na velké vzdálenosti.

### CWDM SFP
CWDM (Coarse Wavelenght Division Multiplexing) SFP moduly používají vlnové délky v rozmezí 1270 nm až 1610 nm a podporují technologii WDM pro přenos více signálních kanálů na jednom optickém vláknu. To umožňuje zvýšit kapacitu sítě a využít různé vlnové délky.

## Alternativy SFP
Existuje několik alternativ k SFP modulům, které se používají pro přenos dat v síti. Volba vhodné alternativy závisí na konkrétních potřebách sítě, rychlosti přenosu dat, dosahu a technických požadavcích.

### XFP moduly
XFP moduly jsou podobné modulům SFP, ale jsou navrženy pro rychlosti 10Gbps a vyšší. Jsou vhodné pro vysokorychlostní přenosy dat, zejména v datových centrech a telekomunikačních sítích.

### QSFP moduly
QSFP moduly jsou určeny pro přenos dat rychlostí 40 Gbps a 100 Gbps. Tyto moduly jsou čtyřnásobnou verzí SFP modulů a jsou běžně používány v datových centrech pro vysokorychlostní přenosy

### OSFP modul
OSFP modul je nový formát s osmi elektrickými cestami, které umožňují přenos dat rychlostí až 400 Gbps. Je o něco širší a hlubší než model QSFP.

### GBIC moduly
GBIC byly předchůdcem SFP modulů a byly využívány do maximální rychlosti 1 Gbps přenosu dat. I když nejsou tak kompaktní a flexibilní jako moduly SFP, stále se někdy používají v některých starších zařízeních

### CXP2 moduly
CXP2 moduly jsou určeny pro ultra-vysokorychlostní přenosy dat rychlostí 200 Gbps. Jsou běžně používány ve výkonných výpočetních a síťových systémech. 

## Výhody a nevýhody využívání SFP

### Výhody využívání SFP

#### Flexibilita
SFP moduly umožňují snadnou výměnu a konfiguraci optických a elektrických rozhraní v síťových zařízeních. Díky své malé velikosti mohou být rychle a jednoduše instalovány nebo odstraněny, což usnadňuje konfiguraci a údržbu sítě.

#### Dlouhý dosah
SFP moduly mají různě velké dosahy, včetně krátkých, středních, dlouhých a extrémně dlouhých vzdáleností. To umožňuje vytvořit optické spoje, které vyhovují konkrétním potřebám sítě.

#### Méně nákladná údržba
Díky schopnosti výměny SFP modulů lze snížit náklady na údržbu a výměnu zařízení. Místo výměny celého zařízení stačí vyměnit pouze jeden modul.

#### Energetická efektivita
SFP moduly jsou obvykle energeticky velmi efektivní a mohou pomoci snížit energetickou spotřebu síťových zařízení.

#### Podpora různých médií
SFP moduly umožňují přenos dat přes různé typy médií, včetně optických vláken, měděných kabelů a bezdrátových spojů.

### Nevýhody využívání SFP

#### Náklady
SFP moduly mohou být relativně drahé, zejména pokud jsou potřebné ve velkém množství pro rozsáhlé síťové nasazení. Ceny se poté liší v závisloti na rychlosti, dosahu a technických specifikacích modulu.

#### Kompatibilita
I přesto, že jsou SFP moduly standardizované, může se stát, že nebudou plně kompatibilní se všemi síťovými zařízeními.

#### Omezení vlnové délky
Každý typ SFP modulu pracuje s jinou vlnovou délkou světelného signálu, což může často omezit jejich použití na určité druhy optického vlákna.

#### Omezení rychlosti
I rychlost přenosu je u těchto modulů omezena. Pro velmi vysoké rychlosti může být třeba použít jiné typy modulů, jako například QSFP.